# كولين دارنيل
كولين دارنيل (بالإنجليزية: Colleen Manassa)‏ هي عالمة مصريات أمريكية، ولدت في 1980 في سانت لويس في الولايات المتحدة.